# Rebecca Clarke
Rebecca Helferich Clarke (Harrow, Anglaterra, 27 d'agost de 1886-Nova York, Estats Units, 13 d'octubre de 1979) fou una compositora anglesa de música clàssica i una violista que esdevingué famosa per les seves obres de música de cambra amb viola. Va estudiar a la Royal Academy of Music i al Royal College of Music. Clarke va morir el 1979 a casa seva a la ciutat de Nova York. Va ser una de les primeres dones músics professionals. El 1918 va presentar per primer cop Morpheus, una peça per a viola i piano.
La seva obra ha estat oblidada durant molt temps, però la Rebecca Clarke Society (al càrrec de les musicòlogues Liane Curtis i Jessie Ann Owens) ha fet un gran treball recuperant i promovent les obres de Clarke i honrant la seva vida i obra.

## Biografia

### Infància i joventut
Rebecca Helferich Clarke va néixer a Harrow, Anglaterra. Era filla de Joseph Thatcher Clarke, un bostonià al certificat de naixement del qual se’l descrivia com a arquitecte i d’Agnes Paulina Marie Amalie Helferich. La seva família era de classe mitjana-alta.
El seu pare estava interessat en la música i Clarke va començar a assistir a les classes de violí del seu germà Hans Thatcher Clarke, 15 mesos més petit que ella.
Rebecca va començar a tocar el violí amb nou anys. Anava a classe amb el professor Hans Wessely. Segons Clarke assenyala en una entrevista amb Nancy Uscher, aquest professor no era gaire bo perquè, tot i ser molt bo amb la mà dreta, no ho era gaire amb l'esquerra, la de l'arquet, més difícil d’ensenyar i més important. A més, diu que era sempre molt antipàtic. Llavors va començar a interessar-se per la composició.
El 1903 va començar els estudis de música a la Royal Academy of Music però dos anys més tard, després que el seu professor d’harmonia Percy Hilder Miles li demanés de casar-s’hi en va ser retirada abruptament pel seu pare. Més tard, Percy li va deixar el seu violí Stradivarius en el seu testament. Del 1907 al 1910 va assistir al Royal College of Music i es va convertir en una de les primeres alumnes (dones) de composició del Sir Charles Villiers Stanford. A propòsit de Stanford va canviar el violí per la viola, just quan aquesta última començava a ser vista com un instrument solista legítim.

La seva infantesa i infantesa tardana s'emmarca en l'Anglaterra de l'Època victoriana.

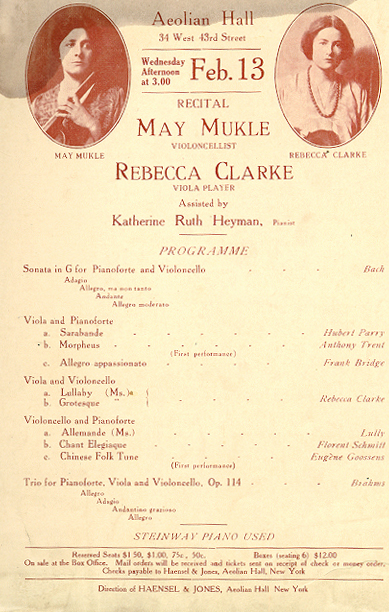
Un programa de 1917 que mostra el que feia Clarke; l'autoria del seu duo "Morpheus" s'hi atribueix a "Anthony Trent", un dels seus pseudònims

### Vida adulta
L’any 1912 Clarke va ser seleccionada pel director Sir Henry Wood per tocar a la Queen’s Hall Orchestra, convertint-se en una de les primeres dones músics professionals. Aquest va ser un dels seus primers passos com a músic professional després d’abandonar la Royal College of Music. Va continuar la seva carrera interpretativa als Estats Units, on s’hi va traslladar el 1916. Allà va presentar per primer cop, l’any 1918, una peça per a viola i piano - Morpheus - sota el pseudònim d’Anthony Trent. En aquest mateix recital, hi va presentar altres obres seves, però sota el seu nom real, i la premsa les va ignorar descaradament en comparació amb els elogis que va rebre la peça de ‘Trent’.
L’any 1919 Clarke va compondre la seva obra més reconeguda: la Sonata per a viola i piano. Va ser patrocinada per la seva veïna i mecenes - Elizabeth Sprague Coolidge. Clarke va acabar presentant la sonata en una competició de 72 participants, on va aconseguir la primera posició juntament amb una obra d'Ernest Bloch, a qui Coolidge va acabar declarant com a guanyador. Aquest empat va causar molta polèmica, es va arribar a especular que el nom de Clarke era un pseudònim del mateix Bloch perquè en aquella època no es veia possible que una dona hagués escrit una obra com aquesta. Va participar altres cops en aquesta mateixa competició però mai va rebre cap premi. Els següents anys va compondre dues obres sota el patronatge de Coolidge: el seu Trio per a piano (1921) i la Rapsodia per a cello i piano (1923). Aquestes obres, juntament amb la Sonata per a viola i piano (1919) es consideren el punt culminant de la seva carrera compositiva. Clarke es va convertir en l’única dona que va rebre el patronatge de Coolidge.
A partir de l’any 1923, Clarke va compondre molt menys ja que es va dedicar a la seva carrera interpretativa. Quan va esclatar la Segona Guerra Mundial, Clarke estava vivint als Estats Units i no va poder tornar a Anglaterra. Durant aquells anys es va retrobar amb un company de la Royal College of Music, James Friskin, un compositor, pianista i fundador de la Julliard School, es van casar el 1944.

## Obra

### Composicions
La producció total de composicions de Clarke comprèn 52 cançons, 11 obres corals, 21 peces de cambra, el Trio per a piano i la Sonata per a viola. El seu treball va estar gairebé oblidat durant un llarg període. Es va reviure el 1976 quan una emissora de ràdio que celebrava el seu noranta-aniversari.
El seu estil compositiu és semblant a molts dels seus contemporanis. Per exemple, s’hi poden detectar similituds a l’impressionisme de Debussy, així com la influència de l'estil de Ravel, a qui va conèixer personalment. Entre 1939 i 1942, durant el darrer període compositiu de Clarke —tot just abans de casar-se l’any 1944—, la seva música prengué una vessant més contrapuntística, reflectint l'estil més folklòric de Bartók en peces que emfatitzaven molt diferents motifs i estructures tonals: és el cas, per exemple, de la Passacaglia on an Old English Tune (1941), basada en un tema de Thomas Tallis.[2] Clarke mai es va enfrontar a escriure per als gèneres de grans conjunts. Tota la seva obra està escrita principalment per a formacions cambrístiques —amb una gran presència de la viola— i música vocal.
El musicòleg britànic Stephen Banfield va afirmar l’any 1995 que Clarke era, sens dubte, la compositora britànica més destacada del període d’entre guerres. La falta d’autoestima o seguretat en la seva habilitat compositiva i la depressió que patia van ser algunes de les raons per les quals Clarke va deixar de compondre després de contraure matrimoni, malgrat el constant suport que sempre va rebre del seu marit, encara que va continuar treballant en arranjaments fins al final de la seva vida. La seva última composició, la tercera després del casament, va ser probablement una cançó titulada "God Made a Tree", composta el 1954 (publicada el 2002).
Al 1964 va fundar el Premi May Muklé a la Royal Academy of Music, que porta el nom del violoncel·lista amb qui feia gires amb freqüència, May Henrietta Mukle. El premi encara es concedeix anualment a un violoncel·lista destacat de la universitat.
Després de la mort del seu marit al 1967, Clarke va començar a escriure una memòria, titulada I Had a Father Too (o the Mustard Spoon); que va acabar el 1973 però mai va publicar. En ella, descriu la seva infància, marcada per les freqüents situacions de maltracta del seu pare i les tenses relacions familiars que van afectar posteriorment la visió de la vida. Es creu que la desaprovació del seu pare per les seves ambicions musicals van afectar la seva carrera compositiva.
La mateix Clarke creia que el paper social que jugaven les dones era incompatible amb qualsevol ambició de compondre música en formes més grans, per això ella mai va intentar escriure obres de gran escala com simfonies. Tanmateix, algunes de les seves obres corals són àmplies en concepció, particularment la seva versió del Salm 91 i el cor de “Hellas” de Percy Bysshe Shelley per al cor femení de cinc parts. Ambdues obres es van enregistrar per primera vegada el 2003. Clarke va morir el 1979 a casa seva a la ciutat de Nova York, als 93 anys, i va ser incinerada.

### Escrits sobre música
Clarke en la seva faceta com a musicòloga va públicar diversos escrits sobre música:
- The History of the Viola in Quartet Writing (1923)

- The Beethoven Quartets as a Player Sees Them (1927)

Aquests dos assajos, publicats en la revista acadèmica Music and Letters, expressen els seus coneixements i el seu amor per la música de cambra. En aquests assajos sovint advoca directament als compositors i intenta entendre què sentien, és a dir, té una manera molt empàtica d'aproximar-se a la música.
L'estimació de Clarke del retrat de la viola que han fet els compositors al llarg dels segles no només revela el seu profund coneixement sobre el repertori de quartet, sinó també la seva comprensió de la multifacètica capacitat de l'instrument.
- Viola (1929)

- Bloch, Ernest (1929)

En la primera d'aquestes dues entrades dins del Cobbett's Cyclopedic Survey of Chamber Music retrata la viola com un instrument amb una carrera interessant i singular. Explica que, originalment era l'instrument més gran i important de la família tot i que, amb el temps, va anar perdent prestigi gradualment i va passar a ser un mer "esclau", necessari per l'equil·libri de les diferents parts, però fortament considerat molt digne de la seva pròpia atenció.
La segona entrada és sobre el compositor suís Ernest Bloch. Clarke escriu que la major part del la seva producció musical és de música de cambra. També es refereix a ell com un compositor amb un lloc significatiu dins la música d'aleshores, que la seva imaginació és tal que el seu estil sembla que hagi aparegut com una petita relació amb el que passarà després.
- LA SEMAINE ANGLAISE a l'Exposició Colonial de París (Tardor 1931)

Aquesta explicació va ser publicada a la British Music Society. La mateixa Clarke reconeix que quan es va assabentar que la BMS havia estat demandada pel Departament de Comerç Exterior per organitzar concerts de la mateixa societat a l'Exposició Colonial de París del 1931 i que ella formava part dels artistes enviats, es va sentir com si anessin a fer un concert a la lluna : tot i que abans ja havia tocat a París, la idea de música de cambra en una exposició de propaganda per Anglaterra era una cosa nova, especialment si Anglaterra tenia molt poca representació allà.

## Rebecca Clarke Society
La Rebecca Clarke Society es va fundar el 2000 com una organització sense ànim de lucre constituïda a Massachusetts. El seu objectiu és honrar la vida i l’obra de la compositora i violista promovent l'interès per ella i la seva música. Va ser fundada pes musicòlegs Liane Curtis i Jessie Ann Owens amb la seva seu al Centre d’Investigació d’Estudis sobre la Dona de Brandeis, la Societat ha impulsat la gravació i la promoció de la beca del seu treball. També es van patrocinar diverses actuacions en estrenes mundials i enregistraments de material inèdit, així com nombroses publicacions de revistes. La doctora Laura Macy, una de les primeres membres de la junta, és ara editora del New Grove Dictionary of Music and Musicians. La doctora Macy va contribuir a augmentar la cobertura de la publicació de compositores, inclosa Clarke, que havia estat eliminada de l'edició anterior del 1980.
És possible que més de la meitat de les composicions de Clarke romanguin inèdites, juntament amb la majoria dels seus escrits ja que algunes, fins i tot després de la seva mort, eren desconegudes per la seva família. No obstant això, a principis de la dècada de 2000, la recuperació de l'interès per la seva música va continuar, amb la impressió i gravació de gran part de les seves obres,"Binnorie", una cançó de dotze minuts basada en el folklore celta, es va descobrir el 1997 i no es va estrenar fins al 2001. Més de 25 obres inèdites s'han posat a disposició del públic des de la creació de la Societat. Diverses obres de cambra de Clarke, inclosa l'expansió Rhapsody per a violoncel i piano, i Cortège, la seva única obra de piano, es van gravar per primera vegada el 2000 amb el segell Dutton.
La Societat ha organitzat i patrocinat estrenes mundials de les sonates per a violí de 1907 i 1909 el 2002. Diversos concerts de la seva música s'han realitzat gràcies als seus esforços, especialment a la zona de Boston. Al 2017 BBC Radio 3 va dedicar cinc hores a la seva música com a compositora de la setmana.
A més de promocionar Clarke, la Societat també anima les compositores patrocinant el premi Rebecca Clarke per a la nova música de dones. El concurs es va iniciar el 2003 i està previst que es faci cada dos anys.

## Col·laboracions
Clarke era coneguda i respectada per compositors com Arnold Shönberg o Maurice Ravel i intèrprets com Pau Casals o Arthur Rubinstein, qui la denominaria "la gloriosa Rebecca Clarke". Aquests dos darrers músics, Myra Hess, Artur Schnabel, la aleshores famosa cellista portuguesa Guillermina Suggia, les germanes hongareses i violinistes Adila i Jelly d'Aranyi, el baríton John Goss i el violinista francès Jacques Thibaut van tocar amb ella durant la seva carrera com a violista professional.
A més i a pesar de en algunes ocasions mantenir l'anonimat com a compositora, havia conegut alguns compositors famosos com ara Hindemith, Bax, Walton o Bartok. En alguns com ara Walton els coneixia més que no pas Hindemith, per exemple, qui tan sols s'havia trobat dues o tres vegades en una festa, tal com la mateixa Clarke constata en una entrevista amb Nancy Uscher.

## Obres destacades
Per obtenir un llistat complet, vegeu Llista de composicions de Rebecca Clarke.

### Música de cambra
- 2 peces: Lullaby and Grotesque per a viola (o violí) i violoncel (vers  1916)
- Morpheus per a viola i piano (1917-1918)
- Sonata per a viola i piano (1919)
- Trio de piano (1921)
- Rhapsody per a violoncel i piano (1923)
- Passacaglia on an Old English Tune per a viola (o violoncel) i piano (? 1940–1941)
- Prelude, Allegro and Pastorale per a viola i clarinet (1941)

### Vocal
- Shiv and the Grasshopper per a veu i piano (1904); text extret del The Jungle Book de Rudyard Kipling
- Shy One per a veu i piano (1912); text de William Butler Yeats
- He That Dwelleth in the Secret Place (Salm 91) per a solistes i cor mixt (1921)
- The Seal Man per a veu i piano (1922); text de John Masefield
- The Aspidistra per a veu i piano (1929); text de Claude Flight
- The Tiger per a veu i piano (1929–1933); text de William Blake
- God Made a Tree per a veu i piano (1954); text de Katherine Kendall

### Coral
- Music, When Soft Voices Die per a cor mixt (1907); text de Percy Bysshe Shelley